# Un gato en un piso vacío
Un gato en un piso vacío (en polaco: Kot w pustym mieszkaniu) es un poema de la poeta polaca Wisława Szymborska. Fue escrito tras la muerte de su pareja, el escritor polaco Kornel Filipowicz, fallecido en febrero de 1990. En el centro del poema hay un gato doméstico que espera a su difunto dueño en un apartamento abandonado. La incapacidad del gato para captar la muerte conduce a una visión inusual de la impermanencia humana.
Szymborska publicó el poema en la revista Odra en 1991 y lo incluyó en su colección de poesía Koniec i początek (Fin y comienzo) en 1993. Especialmente después de que Szymborska recibiera el Premio Nobel de Literatura en 1996, el poema encontró distribución internacional en numerosas traducciones y se convirtió en uno de sus poemas más conocidos y populares, especialmente en Polonia.
El poema comienza con el verso:
"Morir, eso no se le hace a un gato".
Luego se describe un gato doméstico que espera a su difunto dueño en un apartamento vacío. Externamente, las habitaciones no han cambiado, pero para el gato, la vida ha perdido su orden. Aunque alguien sigue cuidándolo, ya no es la persona que conocía. A pesar de todas las prohibiciones, registra todo el apartamento hasta que al final no le queda nada más que hacer que dormir y esperar. Se imagina reencontrándose con la persona desaparecida,  ofendido y sin una muestra de alegría, le señalará que no es lícito desaparecer así.

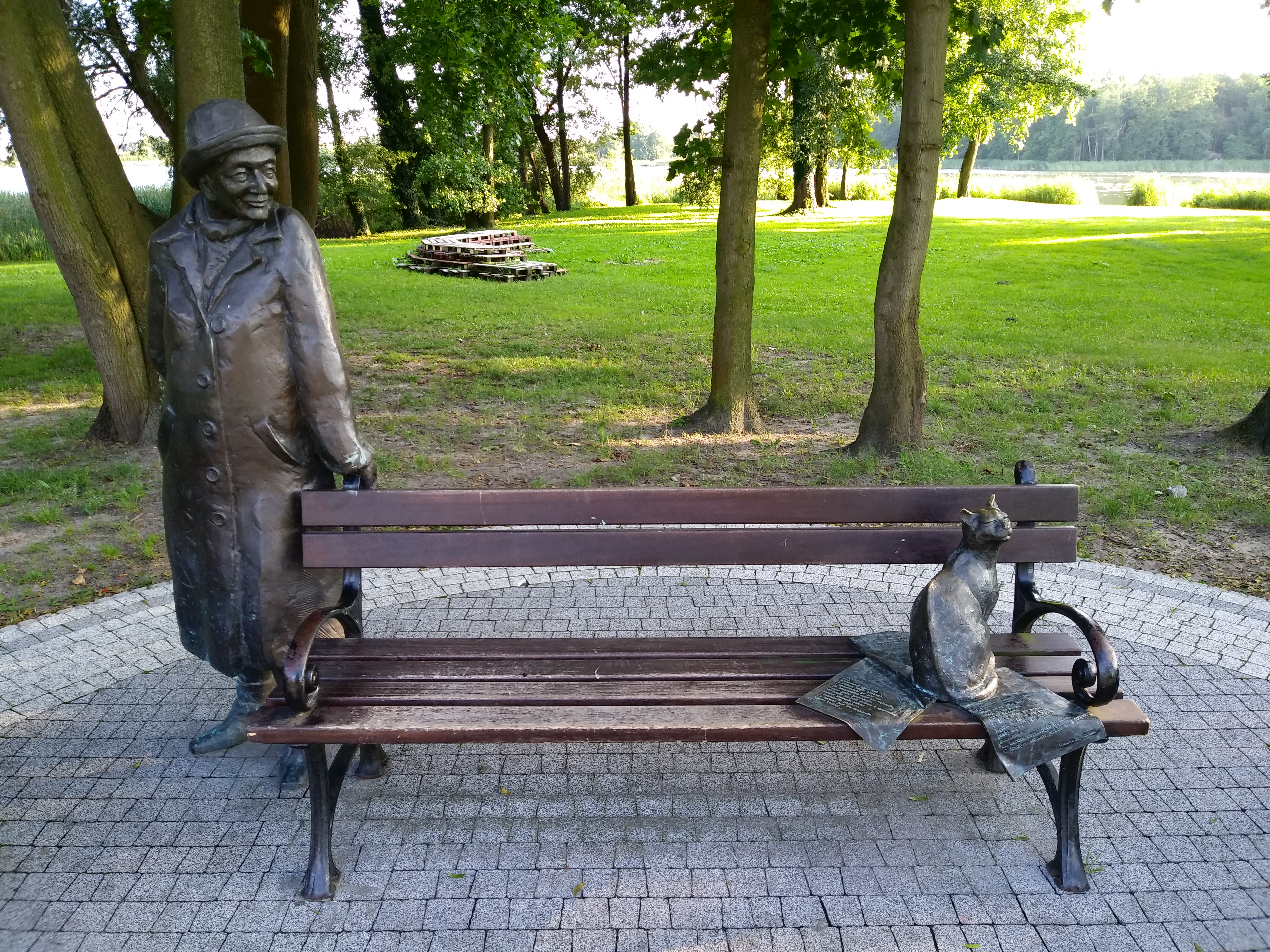
Banco escultura en Kórnik con citas del poema
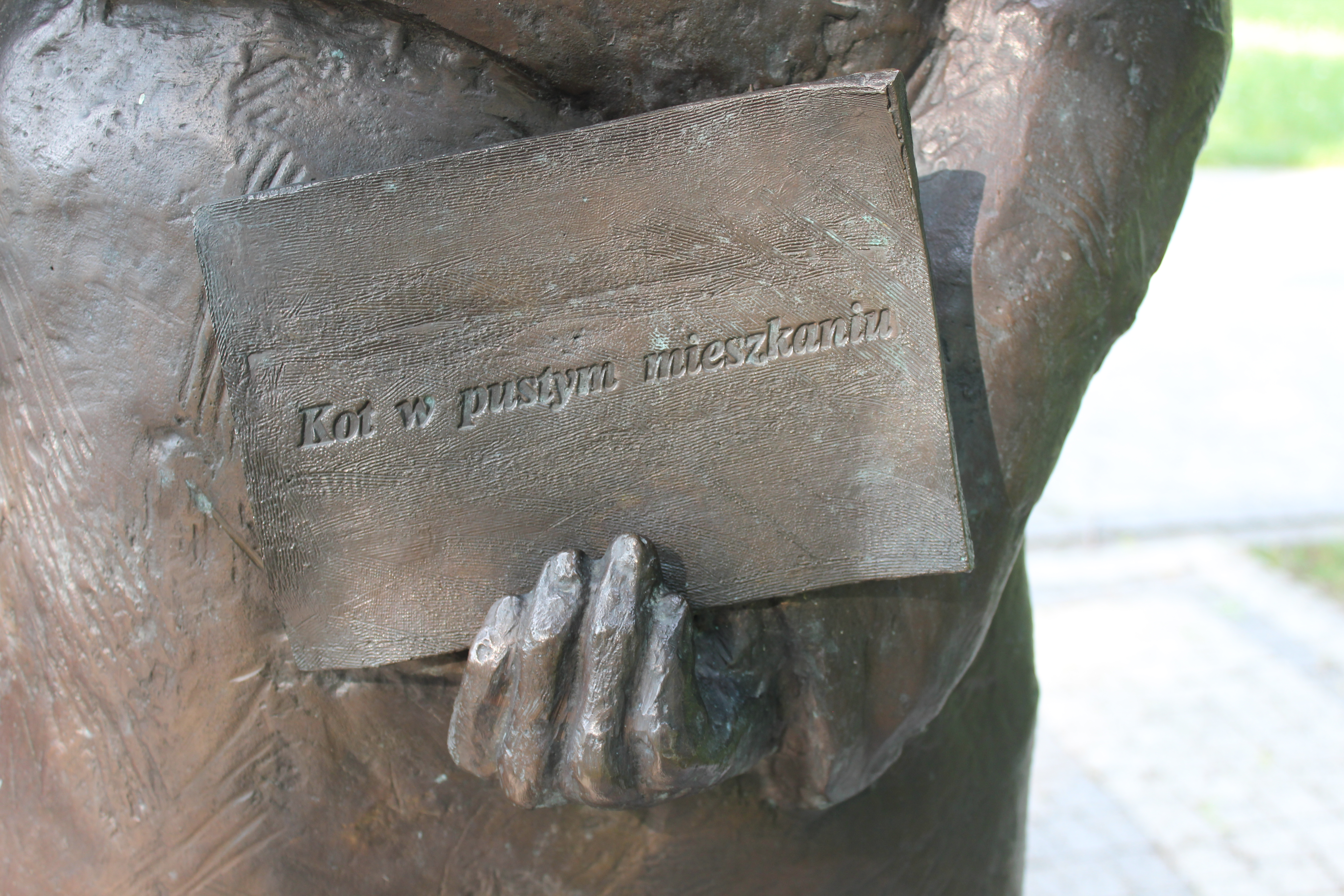
„Kot w pustym mieszkaniu“ „Un gato en un piso vacío“
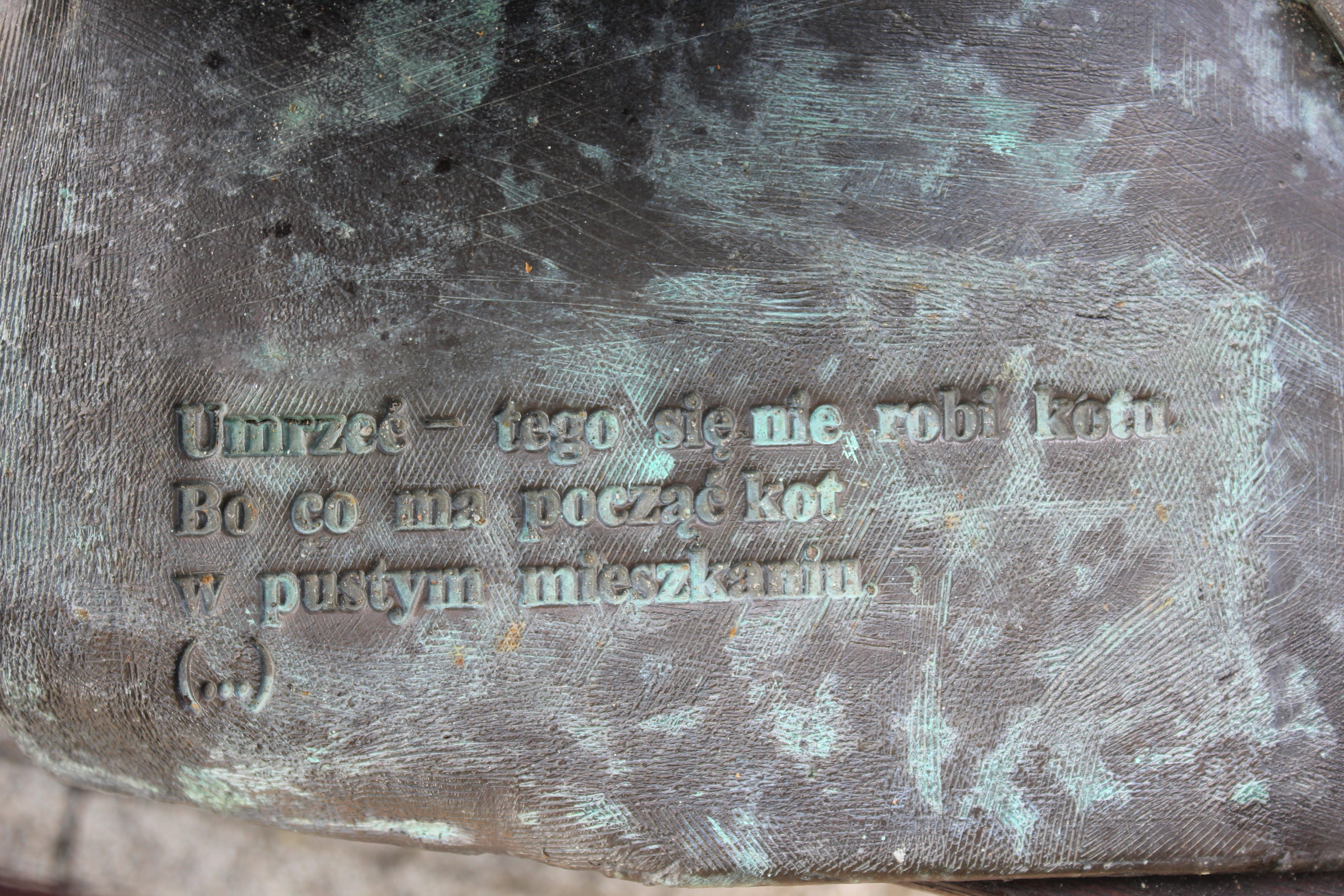
„Umrzeć – tego się nie robi kotu […]“ „Morir, eso no se le hace a un gato. […]“
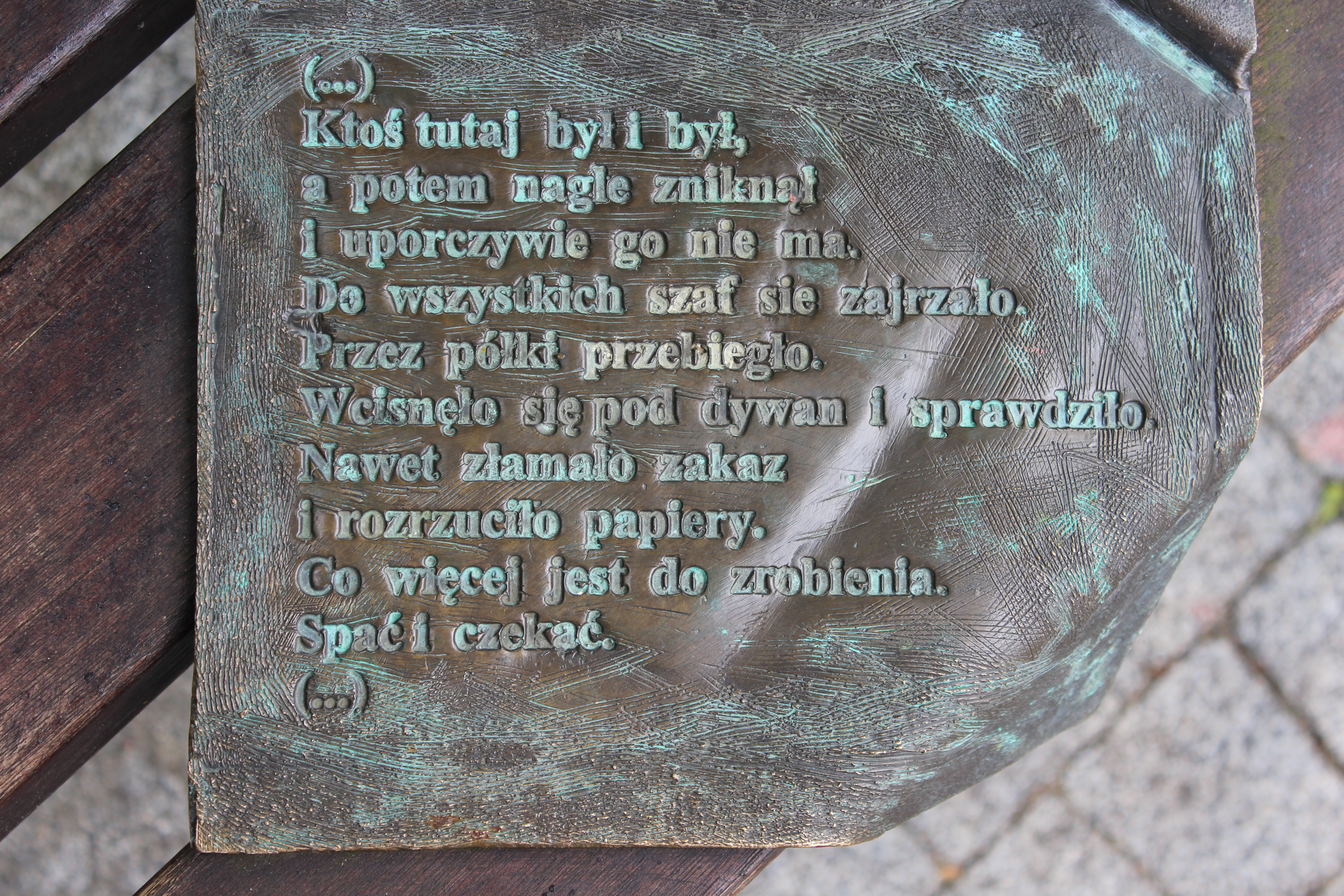
„Ktoś tutaj był i był […]“ „Aquí había alguien que estaba y estaba […]“
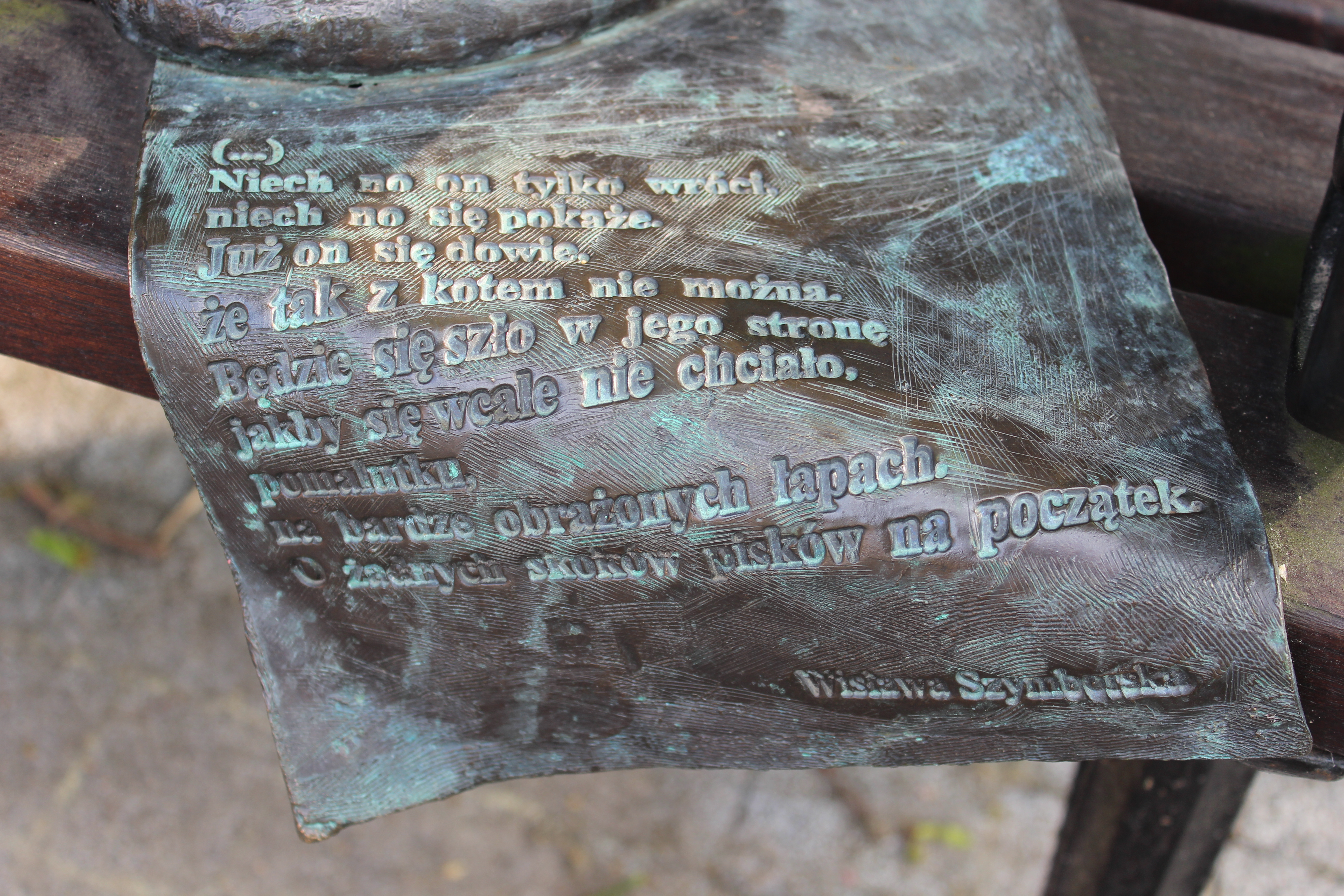
„[…] na bardzo obrażonych łapach […]“ „[…] con las patas muy ofendidas […]“

## Forma
El poema tiene cinco estrofas, que se componen de un número variable de versos libres y sin rima. Gerhard Bauer describe el lenguaje simple como "elegía en lenguaje infantil". A menudo hay una antítesis entre los pares de versos, por ejemplo cuando en la estrofa dos una impresión sensorial es seguida por la negación del recuerdo familiar ("Se oyen pasos en la escalera, / pero no son ésos "). Tres pronombres indefinidos en la estrofa tres (dos veces "algo", una vez "alguien") se refieren a la imprecisión de los recuerdos, ya que los pronombres en el original polaco ("Coś" y "Ktoś"), en su similitud fonética, sugieren una conexión entre el evento desaparecido y la persona también desaparecida. Mientras que las tres primeras estrofas tratan sobre la percepción del felino, las dos últimas muestran sus reacciones, que pasan de la actividad a una resignada retirada  ("Qué más se puede hacer. / Dormir y esperar.").
El poema en el polaco original permanece indefinido entre un poema de rol y un discurso vivido, en el sentido de que las oraciones en las que actúa el gato están escritas en infinitivo o en forma impersonal (tercera persona singular neutra con pronombres reflexivos). Esta forma carece de un equivalente directo en español, el lector puede optar por completar con la primera o tercera persona, mientras que el verbo en el segundo participio se puede interpretar como una construcción pasiva o perfecta ("Se ha buscado en todos los armarios. / Se ha recorrido la estantería"). Solo en el tiempo futuro de la última estrofa se obliga a la traducción a ser inequívoca, con el traductor optando por la tercera persona ("Irá hacia él como si no quisiera").

## Interpretación

### El portavoz
La forma impersonal en que se describen las acciones del gato han llevado a los intérpretes a juicios muy diferentes sobre el portavoz del poema. Para Janusz Orlikowski, por ejemplo, “el gato” simplemente habla, mientras que para Wojciech Kajtoch lo hace “un gato antropomorfizado o alguien que piensa como un gato”. Stanisław Żak identifica a un representante tanto del "gato" como de la "poetisa llamada Wisława Szymborska". Para Tadeusz Nyczek, el gato expresa un “narrador omnisciente” y un “si mismo” impersonal (en polaco: “się”), que asocia con el “Man” de Heidegger.  Katarzyna Kuczyńska, en cambio, reconoce en la forma impersonal simplemente el equivalente gramatical de la soledad, en la que el gato también ha dejado de decir “yo” tras perder el “tú”.
Para Dörte Lütvogt, los tres primeros versos revelan a un ser humano como hablante del poema. Ya el término introductorio "morir", que además se enfatiza con el guion de separación, se encuentra fuera del horizonte de la conciencia de un gato. El reproche "Morir, eso no se le hace a un gato", que podría dirigirse tanto al difunto como a la muerte misma, revela la implicación emocional del hablante humano en los hechos. Esconde su propio sentimiento inapropiado de estar ofendido detrás del comprensible desaire de un animal. Aunque el hablante pasa a un segundo plano a partir del cuarto verso, permanece presente detrás del imaginado mundo interior  del gato hasta el final.

### Animales y humanos

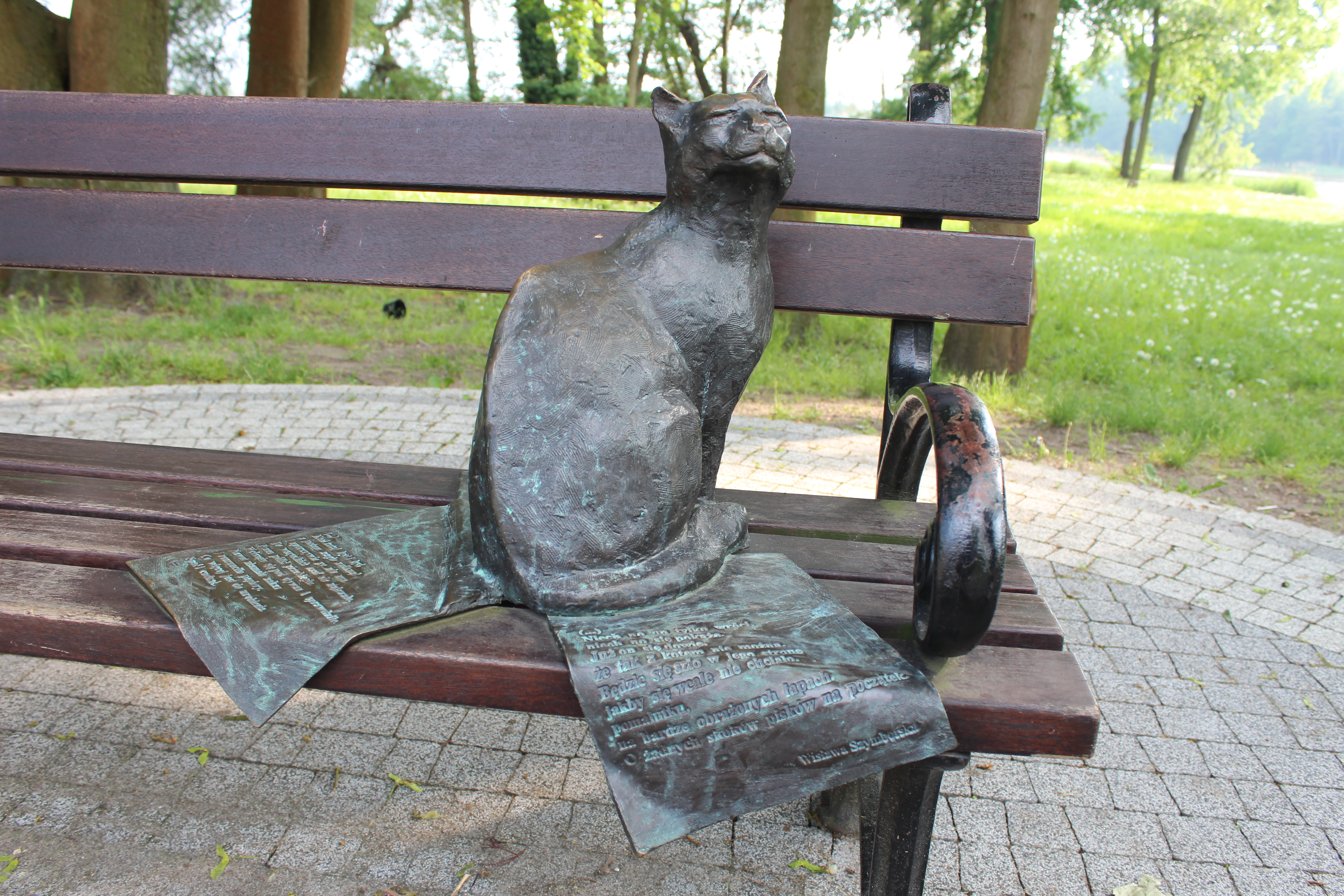
Escultura de gato en Kórnik

Según Lütvogt, el intento de transponerse en la conciencia de un animal siempre está en el campo de tensión entre el antropomorfismo y el conductismo o, como dijo Wisława Szymborska en una reseña de un libro de Konrad Lorenz, una "humanización o deshumanización de la psique de los animales". La poetisa encontró un compromiso en el concepto de etología comparada de Lorenz, por el cual tanto el comportamiento animal como el humano se remontarían a "algo prehumano". En su obra, la relación entre humanos y animales está siempre marcada por una especial responsabilidad que los humanos tienen con las criaturas, pero también por su inviolable autonomía, que deben respetar.
Ya el poema Invento el mundo (Obmyślam świat) en el primer libro de poesía de Syzmborska Una llamada a Yeti (Wołanie do Yeti) de 1957 proclamaba un "lenguaje de plantas y animales". Numerosos poemas sobre animales siguieron en su obra posterior, por ejemplo, en el volumen seleccionado Tarsjusz i inne wiersze de 1976. En un folletín publicado en 1981, Szymborska expresó su empatía con la psique de un animal que espera de forma similar a la de El gato en un piso vacío, en el que tomó la reseña de un libro sobre enfermedades caninas como una oportunidad para razonar sobre el estrés psicológico que sufre el perro de la casa: "Cada vez que salimos de casa, el perro lo sufre con desesperación, como si nos hubiéramos ido para siempre. Cada vez que regresamos, el perro está encantado, al borde del shock, como si hubiéramos sido salvados por un milagro. "Los humanos no tienen forma de consolar al animal en su espera, dándoles la fecha de su regreso. "El perro está condenado a una eternidad de espera desconsolada".

### Agravio y reproche
Según Szymborska, El gato en un piso vacío es capaz de memoria y anticipación conscientes. Sus expectativas de futuro concuerdan con el recuerdo de eventos pasados. El reacciona ante la desaparición del referente humano con un sentimiento de haber sido agraviado y traicionado, con el reproche de que no se le debe hacer algo así. Tales reproches son para Wojciech Kajtoch típicamente humanos, y la reacción imaginada cuando la persona ausente regresa es para él una expresión de una “ coquetería específicamente femenina (pero también de niña e infantil)”. Para Dörte Lütvogt, ofenderse es, a pesar de su transparencia y comicidad, una forma de ejercicio de poder por parte de los realmente impotentes y dependientes. Es cierto que el gato está por naturaleza mucho menos obsesionado con su dueño que, por ejemplo, el perro que espera, pero la dependencia del gato como criatura de hábitos radica sobre todo en el deseo de orden mantenido por los desaparecidos y ahora perturbado.
Según Gerhard Bauer, aunque la situación del poema ve la perspectiva del gato como equivocada, el lector tiende instintivamente a ponerse del lado del gato y, como el animal, se niega a reconocer la situación provocada por la muerte. A ello contribuye el encanto y el comportamiento "infantil" del gato en su lucha contra la certeza irrefutable de la muerte. Para Marian Stala, el poema cuestiona el carácter implícito y el poder de la muerte que todo ser vivo tiene que aceptar: "Se convierte en un escándalo metafísico", algo "que no se debe hacer [por ejemplo: hacer a nadie], que no debe suceder“. Barbara Surowska está de acuerdo: "Uno no condena a un ser vivo sensible a una espera interminable..."  Tadeusz Nyczek, por su parte, enfatiza la ironía del poema, según el cual los seres vivos reaccionan ante la injusticia que les ha sido hecha reaccionando ofendidos. "Solo luego saltamos sobre su hombro con un chillido".

### Esperanza y conocimiento
En la última estrofa, la conciencia humana y animal se superponen, creando una culminación de comedia y tragedia, en la que Lütvogt ve el efecto especial del poema, que Tadeusz Nyczek también describió como su "herida más abierta". La espera desvalida y esperanzada del animal de un reencuentro choca con la realidad que solo los humanos podemos entender, que la muerte es irreversible. No es casualidad que el poema termine con las palabras "al principio" ("na początek"), porque para el animal, que carece de la conciencia humana del tiempo, no es concebible otra cosa que un retorno cíclico de lo eternamente mismo, mientras que sólo los humanos puede captar que ha ocurrido una situación completamente diferente en la que ya no es posible una repetición.
En la comparación implícita de un ser humano afligido con un gato que espera, el poema plantea para Lütvogt la pregunta de si el lector quisiera intercambiar la esperanza del gato por la desesperanza del ser humano o, por el contrario, si la capacidad humana para llegar activamente a términos con una situación son preferibles a la expectativa constantemente defraudada del animal. Al hacerlo, Szymborska rompe con un paradigma tradicional, según el cual la ignorancia de la muerte es un estado paradisíaco. Según Renate Ingbrant, Szymborska a menudo utiliza un punto de vista inusual, como el del poema, a través del cual el lector no solo observa al gato, sino que se ve atraído por su naturaleza felina en sí misma, con el fin de brindar nuevas e inusuales percepciones sobre procesos aparentemente familiares. Para Barbara Surowska , El gato en el piso vacío corona “una larga serie de poemas en los que Szymborska intenta decir que nunca nos encontramos con nada que demos por sentado”.

### Referencia autobiográfica

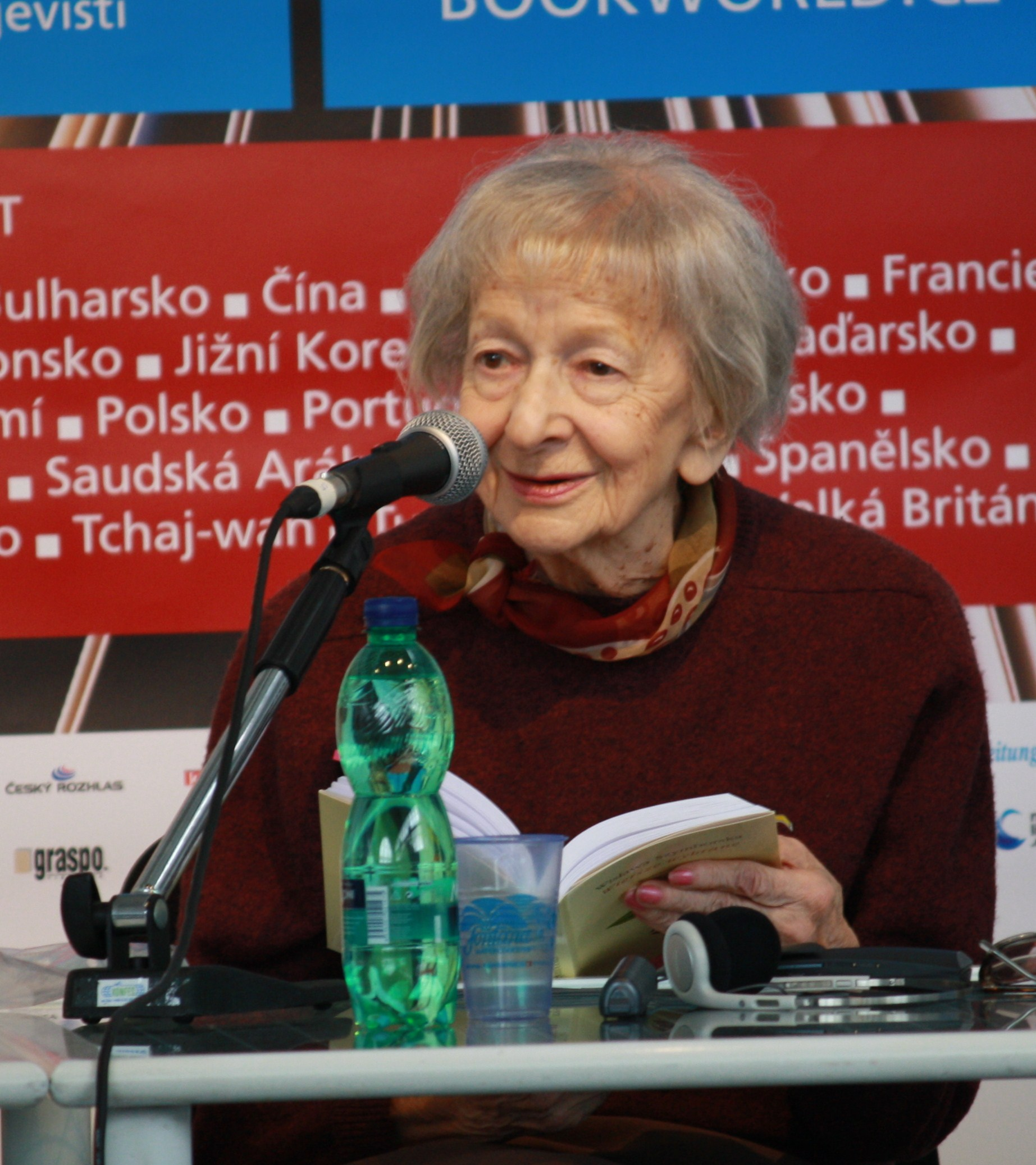
Wisława Szymborska en una lectura en Praga, 2010

El poema es uno de una serie de poemas que Szymborska publicó en la colección de poesía Koniec i początek (en español: "Fin y comienzo") en 1993 y que puede entenderse como una reacción a la muerte de su compañero de mucho tiempo, Kornel Filipowicz, en 1990. En Velar (Jawa), Szymborska describe el contraste entre el mundo onírico y el mundo de la vigilia, entre el recuerdo onírico de un muerto, que suspende el paso del tiempo, y la irrefutable fugacidad real. El Balance elegíaco (Rachunek elegijny)  hace un balance de los conocidos fallecidos de un yo lírico, con el intento de acercarse a la muerte que culmina en el término “ausencia”. Adiós a la vista (Pożegnanie widoku)  contrasta la fugacidad del individuo con el ciclo vital de la naturaleza.
Según Lütvogt, todos estos poemas de Final y principio expresan la consternación personal del autor ante el tema de la muerte con una "discreción incomparable" en la que se basa el fuerte efecto de El gato en el piso vacío. Según las interpretaciones de Żak, Kajtoch/Orlikowski y Stala, al expresar su propio duelo a través de otro ser que también está afectado por la muerte, la autora logra controlar sus propias emociones, mantener la compostura y la dignidad incluso en el dolor, mantenerse firme hasta el enfrentar la muerte y mostrar un mundo alternativo de esperanza. Según Justyna Sobolewska, el poema hace referencia directa a la historia El gato en la hierba mojada del difunto escritor en prosa Filipowicz. Queda abierto al lector hasta qué punto el poema se basa realmente en un evento real posterior a la muerte de Filipowicz. En cualquier caso, György Gömöri recuerda un encuentro con Szymborska que fotografiado, durante el cual un gato descansaba en su regazo.

## Publicaciones y recepción
El gato en el piso vacío apareció por primera vez en la revista Odra en 1991. Dos años más tarde, Szymborska incluyó el poema en su colección Koniec i początek. La traducción al inglés del poema, de Stanisław Barańczak y Clare Cavanagh, se publicó en New York Review of Books en 1993. Gerardo Beltrán y Abel A. Murcia tradujeron el poema al español en 2002.
El gato en el piso vacío es uno de los poemas de Szymborska más conocidos, más populares  y citados con más frecuencia  en Polonia. Según Barańczak, el poema se convirtió en un verdadero objeto de culto en la tierra natal de Szymborska. En 2007 había alcanzado el estatus de lectura obligatoria en las escuelas primarias polacas. Especialmente después de que Szymborska recibiera el Premio Nobel de Literatura en 1996, se distribuyó en numerosas traducciones más allá de las fronteras de Polonia y fue elogiado por la crítica internacional. Cuando se anunció su muerte el 1 de febrero de 2012, numerosos medios de comunicación volvieron a difundir el poema.
Varios críticos destacaron el poema como uno de sus poemas favoritos de la obra de Szymborska, como György Gömöri y Elke Heidenreich.  Para Gerhard Bauer, el poema  "juega con el tacto y la razón con tal perfección que [...] solo podemos admirarlo. El Wiener Zeitung lo elogió como una "obra maestra" con una "línea de apertura inolvidable". Małgorzata Baranowska lo llamó "uno de los poemas de amor más inusuales y hermosos". Peter Hamm también habló de uno de "los poemas de amor más bellos y dolorosos de la historia". Małgorzata Anna Packalén consideró el poema como uno de los lamentos más notables desde el Treny de Jan Kochanowski. En una reacción a El gato en el piso vacío, la poeta polaca Marianna Bocian imaginó una muerta en los muebles y objetos de su casa en el poema En la casa del difunto.

### Versión original
- Wisława Szymborska: Kot w pustym mieszkaniu. En: Odra No. 6 1991, págs. 3–4.
- Wisława Szymborska: Kot w pustym mieszkaniu. En: Wisława Szymborska: Koniec i początek. Wydawnictwa A5, Poznań 1993, ISBN 83-85568-03-4, págs. 20–21.